# Phalaris lindigii
Phalaris lindigii là một loài thực vật có hoa trong họ Hòa thảo. Loài này được Baldini miêu tả khoa học đầu tiên năm 1995.